# Руслоформирующий критерий
Руслоформирующий критерий — соотношение внешнего руслоформирующего фактора и внутреннего противодействия этому фактору, определяющее тип русловых процессов.
Руслоформирующие критерии используются для создания классификаций; при этом типы русловых процессов выстраиваются в порядке, определяемом руслоформирующим критерием. Одним из руслоформирующих критериев является относительная транспортирующая способность потока. По изменению этого критерия порядок смены типов русловых процессов таков: развитое меандрирование, неразвитое меандрирование, побочневый тип русловых процессов, ленточногрядовый тип, осерёдковый тип, русловая многорукавность. По другим критериям (относительная затопляемость поймы, редукция стока и др.) формируются другие однофакторные классификации русловых процессов. Совместный учёт руслоформирующих критериев приводит к формированию многофакторных классификаций русловых процессов. Это даёт возможность прогнозировать русловые деформации при изменении внешних воздействий или внутренних процессов системы «поток-русло».